# Carmichael (cratère)
Pour les articles homonymes, voir Carmichael.
Carmichael est un cratère d'impact lunaire situé le long du bord oriental du Sinus Amoris, dans le quadrant nord-est de la face visible de la Lune. Son diamètre est de 20 km. Il doit son nom au psychologue américain Leonard Carmichael, et se trouve à quelques diamètres de cratère au sud-sud-ouest du plus petit cratère Hill (en). Plus à l'est-nord-est se trouve le cratère Macrobius (en). Carmichael a été désigné « Macrobius A » avant de recevoir son nom actuel de l'Union astronomique internationale.
Le cratère Carmichael est généralement circulaire, avec un petit plancher au milieu des parois intérieures en pente. Il y a une faible élévation d'éboulis le long de la paroi intérieure sud-est. Le cratère est exempt d'impacts notables le long du bord ou de l'intérieur, bien qu'un minuscule cratère soit situé dans la mer lunaire juste à l'extérieur du bord au sud-sud-ouest.